# Alves Redol

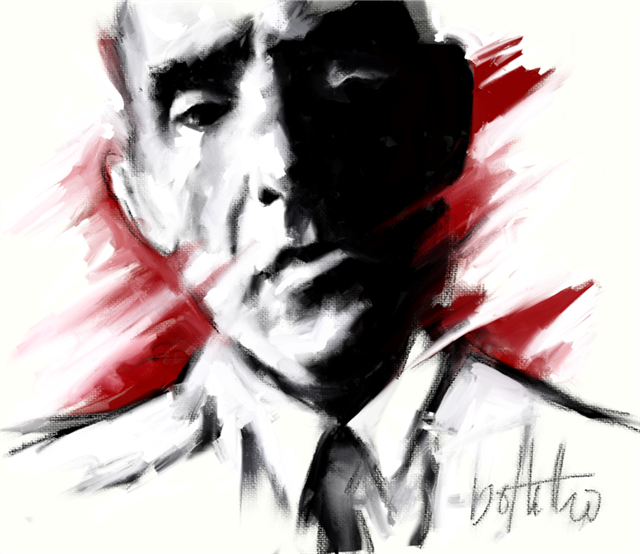
Alves Redol

António Alves Redol (* 29. Dezember 1911 in Vila Franca de Xira; † 29. November 1969 in Lissabon) war ein portugiesischer Schriftsteller und Journalist. Er gilt als einer der wichtigsten Vertreter des portugiesischen Neorealismus. Mit dem sozialdokumentarischen Erstlingswerk Gaibéus erzielte Redol 1939 seinen literarischen Durchbruch. Als sein Hauptwerk gilt der 1962 veröffentlichte Roman Barranco de Cegos.

## Leben
António Alves Redol wurde am 29. Dezember 1911 in Vila Franca de Xira, einer Industriestadt in der Nähe der portugiesischen Hauptstadt Lissabon, als Sohn des einfachen Kaufmanns António Redol da Cruz und seiner Ehefrau Inocência Alves geboren. Im Jahre 1927 beendete er seine Ausbildung an einer Handelsschule, arbeitete ein paar Monate für seinen Vater und reiste im Folgejahr in die damalige Kolonie Portugals, Angola, wo er bis 1931 blieb. Seine Erfahrungen in Angola waren gewissermaßen weniger erfolgreich, da er dort eine längere Zeit arbeitslos war und auch an Malaria erkrankte, aber dies sollte ihm eine andere Perspektive auf die Welt geben, was sich später in seinen literarischen Werken ausdrückte. Wieder in Portugal schloss er sich der Movimento de Unidade Democrática (MUD) an, die sich dem Regime des Estado Novo entgegensetzte. Später trat er der Kommunistischen Partei bei.
Seine literarische Aktivität startete 1936, als Redol ein Autor der Zeitschrift O Diabo wurde, wo er Chroniken und Märchen seiner Heimatregion Ribatejo verfasste. Doch Redol sollte nicht als Journalist bekannt werden, sondern als Romanautor.
1939 veröffentlichte er sein erstes Werk: Gaibéus, der ersten neorealistischen Roman der portugiesischen Literatur. Als Gaibéus bezeichnete man im Portugal der 1920er Jahre die Reisbauern des Beiro do Ribatejo. Redol selbst betrachtet Gaibéus nicht als Teil der Literatur, sondern Dokumentation der Lebensumstände der Einwohner des Ribatejo. Diese Voraussetzung, sowohl Schriftsteller, als Reporter der realen Umwelt zu sein, kann als Hauptcharakteristik seines literarischen Werks betrachtet werden. So war es für Redol durchaus angebracht, sich seinem Darstellungsfeld anzunähern, indem er sich mit Landbevölkerung der Reisfelder in der Nähe des Tejo unterhielt, um ihre Geschichten und Erfahrungen kennenzulernen. Schließlich entstammten seine Großeltern ebenfalls der Landbevölkerung.
Seine Arbeit offenbarte ein großes Interesse an der sozialen Frage, was er jedoch nicht offen aussprechen konnte, da die Zensur und die politische Verfolgung der Opposition durch das Regime António de Oliveira Salazars und gegenüber den Anhängern der Partido Comunista Português das kulturelle Klima Portugals beeinträchtigte. In der Folge kam er ebenfalls in politische Haft und wurde gefoltert.
Sein letzter Roman Barranco de Cegos (1962) gilt als sein Hauptwerk. Er behandelt hier die Folgen des Kollapses der portugiesischen Wirtschaft in der Finanzkrise 1891, spricht aber offenbar auch aktuelle Fragen an. In dieser neuen Phase, in der die politischen und sozialen Entwicklungen in den Hintergrund gerückt sind, weicht der Fokus auf die soziale Frage einer Konzentration auf die handelnden Figuren und ihrer psychischen Entwicklung. In seinen letzten Lebensjahren verfasste er einige Kinderbücher, die von ihm für Grundschulen gedacht waren und wohl auch zurück auf seine Erfahrungen in Afrika gingen, wo er streunenden Kinder die Portugiesische Sprache beigebracht hatte. Allerdings hatten die damaligen Lehrer pädagogische Bedenken wegen seiner politischen Ausrichtung.
1936 heiratete Redol Maria dos Santos Mota. Aus der Ehe ging der 1943 geborene Sohn António Mota Redol hervor, der später Ingenieur wurde.
António Alves Redol verstarb am 29. November 1969 in Lissabon, ohne die sozialen Veränderungen zu erleben, für die er zeit seines Lebens gearbeitet hatte.

## Werke

### Bücher
- 1939: Gaibéus
- 1941: Marés
- 1942: Avieiros
- 1943: Fanga
- 1945: Os Reinegros
- Anúncio
- 1946: Porto Manso
- Ciclo Portwine (bestehend aus den drei Novellen: Horizonte Cerrado (1949), Os Homens e as Sombras (1951) und Vindima de Sangue (1953))
- 1954: Olhos de Água
- 1958: A Barca dos Sete Lemes (in deutscher Sprache erschienen als Der Mann mit den sieben Namen. Übersetzung: Andreas Klotsch, Verlag Volk und Welt, Berlin 1968.)
- 1959: Uma Fenda na Muralha
- 1962: Barranco de Cegos
- A vida Mágica da Sementinha
- Constantino, Guardador de Vacas e de Sonhos

### Drehbücher
- 1947: Bola ao Centro (Dialoge)
- 1952: Nazaré (Regie: Manuel Guimarães)
- 1956: Vidas Sem Rumo (Dialoge)
- 1975: Avieiros[5]

### Theaterstücke
- 1948: Forja
- 1966 Teatro I – Forja e Maria Emília
- 1967 Teatro II – O Destino Morreu de Repente
- 1972 Teatro III – Fronteira Fechada

### Erzählungen
- 1940 Nasci com Passaporte de Turista
- 1944 Espólio
- 1946 Comboio das Seis
- 1959 Noite Esquecida
- 1963 Histórias Afluentes
- 1968 Três Contos de Dentes

### Kinderbücher
- 1956 A Vida Mágica da Sementinha
- 1962 Constantino Guardador de Vacas e de Sonhos
- 1968 A Flor Vai Ver o Mar (in deutscher Übersetzung als Die blaue Blume bereits 1965. In: Das Magazin, Heft 07/1965 erschienen)[6]
- 1968 A Flor Vai Pescar Num Bote
- 1969 Uma Flor Chamada Maria
- 1970 Maria Flor Abre o Livro das Surpresas

### Studien
- 1938 Glória – Uma Aldeia do Ribatejo
- 1938 Ribatejo (Em Portugal Maravilhoso)
- 1946 Le Roman du T'age (Edição da Union Française Universitaire – Paris)
- 1947 A França – Da Resistência à Renascença
- 1950 Cancioneiro do Ribatejo
- 1959 Romanceiro Geral do Povo Português[7]